# Manika (Eubée)
Manika (en grec, Μάνικα) est le plus grand site archéologique helladique de Grèce. Il se trouve près de la ville de Calcis, dans l'île d'Eubée.
Ce site archéologique comprend une colonie et nécropole de l'Âge du Bronze (entre 3000 et 1900 avant le Christ). Une partie de l'ancienne nécropole n'a pas pu être étudiée en raison de la construction de bâtiments modernes sur son emplacement.
Cette colonie jouissait d'une position stratégique qui contrôlait le commerce de métaux et de l'obsidienne.
La colonie contient des constructions publiques : magasins et voies de communication, et des logements, principalement rectangulaires, mais quelques-uns arrondis.
La nécropole contient quelque 5000 tombes creusées dans le roc, desquelles quelque 300 ont été étudiées. On y trouve des squelettes, de la céramique et des outils de métal. Quelques céramiques proviennent d'Anatolie et des Cyclades.
Les recherches ont commencé en 1906 sous Georgios Papavasiliou, en 1955 sous Dimitris Teocharis, de 1970 à 1980 sous Efi Sapouna et Adamantios Sampson.